# Saipan-szigeti nádiposzáta
A Saipan-szigeti nádiposzáta (Acrocephalus hiwae) a verébalakúak (Passeriformes) rendjébe, ezen belül a nádiposzátafélék (Acrocephalidae) családjába és az Acrocephalus nembe tartozó faj. Korábban a fülemüle nádiposzáta alfajának tekintették. 17-19 centiméter hosszú. Az Északi-Mariana-szigeteken él. Többnyire rovarokkal, pókokkal, kis gyíkokkal, csigákkal táplálkozik. Feltehetően egész évben költ. Súlyosan veszélyeztetett; kevesebb, mint 4000 egyed él két kis területű szigeten (Alamagan és Saipan).

## Fordítás
- Ez a szócikk részben vagy egészben  a   Saipan reed warbler című angol Wikipédia-szócikk fordításán alapul.  Az eredeti cikk szerkesztőit annak laptörténete sorolja fel. Ez a jelzés csupán a megfogalmazás eredetét és a szerzői jogokat jelzi, nem szolgál a cikkben szereplő információk forrásmegjelöléseként.